# Ricco (Giaime)
Ricco è un singolo del rapper italiano Giaime, pubblicato il 5 aprile 2019.

## Descrizione
Prodotto da Andry the Hitmaker, il brano ha visto la partecipazione vocale di Vegas Jones.

## Tracce
1. Ricco (feat. Vegas Jones) – 3:27